# Prospinitectus exiguus
Prospinitectus exiguus is een rondwormensoort uit de familie van de Cystidicolidae. De wetenschappelijke naam van de soort is voor het eerst geldig gepubliceerd in 1993 door Crites, Overstreet & Maung.